# 奥安
奥安（法語：Ohain，法語發音：[ɔɛ̃] ⓘ）是法国上法蘭西大區北部省的一个市镇，属于埃尔普河畔阿韦讷区。

## 地理
奥安（50°2'26"N, 4°7'7"E）面积11.88 平方千米，位于法国上法蘭西大區北部省，该省份为法国最北部的省份及最长的省份，西北濒北海，西接加来海峡省，南至埃纳省和索姆省，东与比利时接壤。
与奥安接壤的市镇（或旧市镇、城区）包括：特雷隆、瓦莱尔昂法涅、阿诺尔、莫米尼。

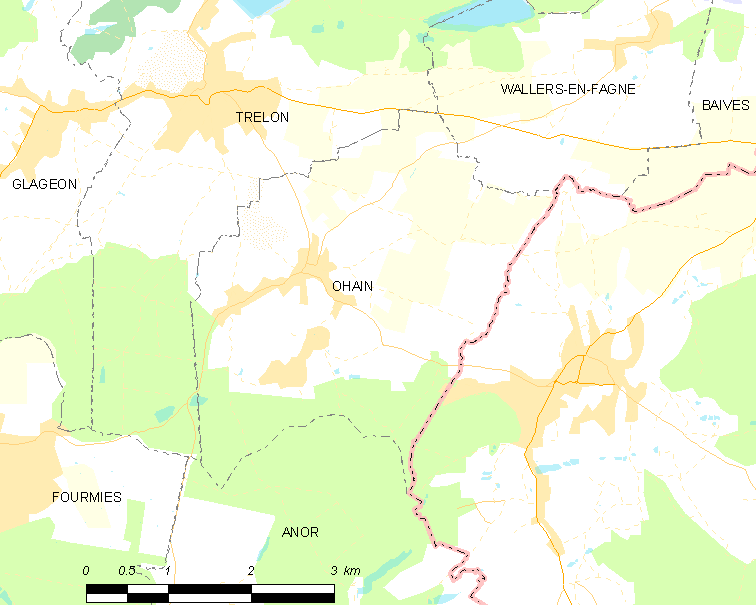
奥安的OSM定位图

奥安的时区为UTC+01:00、UTC+02:00（夏令时）。

## 行政
奥安的邮政编码为59132，INSEE市镇编码为59445。

## 政治
奥安所属的省级选区为富尔米县。

## 人口

1962-2008年间奥安人口变化图示

奥安于2022年1月1日时的人口数量为1185人。